# Tikuligadh
Tikuligadh – gaun wikas samiti w zachodniej części Nepalu w strefie Lumbini w dystrykcie Rupandehi. Według nepalskiego spisu powszechnego z 2001 roku liczył on 2007 gospodarstw domowych i 11289 mieszkańców (5784 kobiet i 5505 mężczyzn).